# جدري الماء
جدري الماء أو الحُمَاقُ أو العَنْقَزُ أو الجُدَيْري (جديري الماء) أو جديري الدجاج (بالإنجليزية: Chickenpox) هو مرض فيروسي مُعدٍ يصيب الجلد والاغشية المخاطية أي الملتحمة وباطن
الفم، ويترافق بحكة شديدة، وربما باختلاطات مثل التهاب السحايا والدماغ
السليم بعد عشرة أيام من بدء المرض.

## المعرَّضون لجدري الماء
الأطفال بشكل عام وقد يصيب البالغين وضعيفي المناعة المصابين بداء السكري أو من
يتناولون أدوية مضادة للمناعة أما العدوى تتم عن طريق الالتماس مع محتويات الحويصلات أو عن طريق الرذاذ بالهواء. وينتج عن
الإصابة بجدري الماء مناعة دائمة بشكل عام.
يوجد لقاح ضد جدري الماء في بعض دول العالم كالولايات المتحدة الأمريكية وكندا واستراليا، في حين لا يعطى اللقاح في دول أخرى بشكل روتيني كالمملكة المتحدة. تعطى الجرعة الأولى في السنة الأولى للطفل ما بين ال12 شهر وال18 شهر، وتقوى بجرعة ثانية حين بلوغ الطفل العمر بين 4 إلى 6 سنوات.

## تشخيص المرض
يستند تشخيص جدري الماء في المقام الأول على أعراض وعلامات عديدة حيث تظهر الأعراض المبكرة يليها طفح جلدي مميز. ويتم تأكيد التشخيص عن طريق الفحص من السائل الذي يكون داخل حويصلة الطفح الجلدي أو عن طريق اختبار الدم ليدل على وجود استجابة مناعية حادة. يمكن دراسة السائل الحويصلي مع (مسحة تسانك) أو من خلال اختبار الأجسام المضادة (الفلورسنت) المباشرة. حيث تبذل المحاولات لزراعة الفيروس من عينة السائل.يمكن أن تستخدم اختبارات الدم لتحديد الرد على العدوى الحادة (الغلوبولين المناعي) أو الإصابة السابقة واللاحقة الحصّانة. ويتم التشخيص قبل الولادة من عدوى حماق الجنين ولا يمكن أن يؤدي باستخدام الموجات فوق الضوئية، على الرغم من نصح تأخير التشخيص لمدة خمس أسابيع بعد الإصابة الأولية للأمهات، ويمكن اختبار السائل الذي يحيط بالجنين، حيث أن خطر الإجهاض التلقائي أعلى من خطر الإصابة بمتلازمة أعراض الحماق للجنين 

## الأعراض والعلامات
هناك العديد من الأعراض والمراحل التي يمر بها المريض قبل انكشاف الطفح البثري المعروف على الجلد:
فأول المراحل العرضية التي يمر بها المريض هي مرحلة حضانة الفيروس ويكون متوسطها بين 10-21 يوم. وتتميز هذه المرحلة بعدم ظهور أي أعراض، وقد يبدو الشخص سليماً وتكون هذه المرحلة غير معدية.
يليها مرحلة ظهور الأعراض الأولية للمرض بعد 10-12 يوماً من يوم التعرض للفيروس بعد (مرحلة حضانة الفيروس) ومنها: الغثيان، وفقدان الشهية، والتقيؤ في بعض الأحيان، وارتفاع في درجة الحرارة حيث تتراوح بين 38-40 درجة مئوية، وآلام العضلات، والصداع (ألم في الرأس)، والشعور بالإرهاق. وهذه المرحلة يطلق عليها مرحلة البوادر والتي قد تستمر من يومين إلى أربعة أيام.
يليها مرحلة ظهور طفح جلدي مبكر أحمر اللون، فالأطفال عادة لا تظهر عليهم الأعراض الأولية، وأول عرض هو طفح جلدي أو بقع في تجّاويف الفم وهنا يصبح المريض معدٍ جداً، يبدأ الطفح كنقاط صغيرة حمراء أو زهرية اللون على الوجه وفروة الرأس والجذع وأعلى الذراعين والساقين، وتتطور خلال 10-12 ساعة وتصبح فقاعية حيث تتحول الحبوب الحمراء إلى حويصلات صغيرة مملوءة بالسائل يكون مركزها منخفضاً يشبه السرّة وهذا أهم ما يميز مرض جدري الماء وهنا ترتفع درجة حرارة الجسم مرة أخرى إلى حين ظهور القشور فوقها، وتبدأ إمكانية انتقال العدوى قبل ظهور الطفح الجلدي بيومين.
وبعد ذلك تأتي مرحلة الطفح البثري حيث تتشكل البثور المستديرة القاسية ويشعر بحكة شديدة وقد تحدث تقرحات أيضاً على الراحتين والأخمصين والمنطقة التناسلية، ومن بعدها تتكون القشرة ثم الجلبة وتستمر إمكانية نقل العدوى إلى أن تغطى جميع البثور بالقشرة السميكة داكنة اللون أي عندما تبدو البثور جافة تماماً تظهر هذه الأعراض بعد 10-21 يوم من التعرض لشخص معد.
قد يعاني البالغون أكثر من الإصابة بالحمى والحكة كما أنهم معرضون لمضاعفات مثل التهاب رئوي.
نادراً ما يكون جدري الماء قاتلاً على الرغم من أنه عادة أكثر شدة في الرجال البالغين من النساء أو الأطفال. فالنساء الحوامل غير المحصنة والذين لديهم نقص المناعة هم الأكثر عرضة لخطر مضاعفات خطيرة مثل السكتة الدماغية الشريانية.

## الوقاية
الوقاية من جدري الماء غير ممكنة إلا عن
طريق العزل في المستشفيات.
1-   مقاييس النظافة الصحية:
يمكن منع انتشار مرض جدري الماء من خلال عزل المصابين. حيث تحدث العدوى عن طريق التعرض لرذاذ متطاير من الجهاز التنفسي للمصاب، أو من خلال الاتصال المباشر مع الآفات، خلال فترة تتراوح مدتها من ثلاثة أيام قبل ظهور الطفح الجلدي إلى أربعة أيام بعد ظهوره.
يعتبر جدري الماء أحد الأمراض حساسية للحرارة والجفاف والمنظفات خاصة الكلور.
2-   اللقاح:
لقاح فيروس جدري الماء موصى به في بلدان عدة. حيث يفضل أخذ اللقاح في سن مبكر قبل دخول المرحلة الابتدائية، ويجب أخذه مرة أخرى بعد خمسة أعوام من اللقاح الأول.
الأشخاص المطعّمون يمكن أن يصابوا بجدري الماء ولكن بأعراض أقل.
يختلف العمر الذي يتم فيه أخذ اللقاح من بلد لآخر؛ فمثلا في الولايات المتحدة يعتبر اللقاح جزءا من اللقاحات التي تؤخذ في المدرسة، بينما في أوروبا فهو جزءا من لقاحات المرحلة الجامعية.

## طريقة مساعدة المريض
1. عزل المصاب في المنزل منعاً للعدوى
2. المحافظة على نظام غذائي سهل وغني بالفيتامينات والسوائل الدافئة
3. تأمين الراحة للمصاب في سرير مستقل وفي غرفة خاصة
4. تطهير الطفح الجلدي بالسوائل المطهرة
5. لا مانع من استعمال ادوية مضادة للحساسية وأخرى لتجنب الحك
6. لا بد من تخفيض الحرارة إذا ارتفعت فوق المعدل
7. عندما تصل البثور إلى مرحلة التقشر، فإن استعمال زيت الزيتون يساعد على تهدئة الجلد.

## ما يجب أن يفعله الآباء للطفل المصاب
يمنع الطفل المصاب من الحكاك وإسقاط القشور قبل جفافها كي لا يقع المصاب بالإنتان، وكي لا تبقى اثار الندوب ظاهرة بعد الشفاء
يحظر غسل شعر الولد أو أخذ المصاب إلى الحمام قبل سقوط القشور وعلى الاها استعمال البودرة المهدئة.
هناك بعض الآراء (ينصح باستشارة الطبيب)التي لا تمنع بل تؤيد ان يأخذ المريض حمام بماء فاتر لتهدئة الحكة مع المواظبة على تغيير ملابسه وفرش السرير وعند زيادة الحكة لا مانع من وضع قطعة قماش مبلله على الجسم لتهدئة الحكة.
تنتقل العدوى بواسطة الاحتكاك المباشر، لذا يجب عزل الطفل المصاب عن الاخرين، خاصة إذا كان في المدرسة، ويجب عدم استعمال الاغطية الصوفية.
العدوى قد تنتقل عبر الهواء عن طريق افرازات الانف أو الحنجرة أو عملية التنفس.
لا يعتبر جدري الماء مرضاً خطراً، لكن من الأفضل أن يصاب به الطفل قبل بلوغ سن الدراسة لأنه يكون خفيفاً من جهة ولانه يشكل مناعة في الجسم ولا يعدي الاخرين من جهة ثانية.

## أصل التسمية
كان هذا المصطلح المستخدم غير واضح، وذلك قد يعود بسبب أن الجدري مرض خفيف نسبياً. وقد قيل انه مشتق من الحمص، على أساس التشابه في الحويصلات،  أو أنه قد يأتي من طفح جلدي يشبه نقر الدجاج، أو أن فكرة المرض يمكن أن تكون قد نشأت من الدجاج.
وقد أوضح صموئيل جونسون أن سبب التسمية هو عدم وجود خطر كبير من المرض.

## الحمل وحديثي الولادة
خلال فترة الحمل، ان المخاطر المترتبة على الجنين المرتبطة بعدوى الفيروس النطاقي الحماقي الأساسي تكون أكبر في الأشهر الستة الأولى ، وفي الربع الثالث خاصة، حيث تكون الأم أكثر عرضة للأعراض الحادة.
فبالنسبة للنساء الحوامل يتم نقل الأجسام المضادة المنتجة بسبب (التحصين أو الإصابة السابقة بالمرض) عبر المشيمة إلى الجنين، ولكن الأم المحصنة من جدري الماء لا يمكن أن تصبح مصابة ولا تحتاج إلى أن تشعر بالقلق إزاء ذلك سواء لنفسها أو لرضيعها خلال فترة الحمل.
يمكن أن تنتشرعدوى الحماق في النساء الحوامل عبر المشيمة وتؤدي إلى إصابة الجنين، فإذا حدثت تلك العدوى خلال 28 أسبوع من الأسابيع الأولى هذا يمكن أن يؤدي إلى متلازمة الحماق (جدري الماء) للجنين (المعروف أيضا باسم متلازمة الحماق الخلقية).
والتأثيرات على الجنين ممكن أن تتراوح في شدتها من الأصابع غير المتطورة إلى تشوه حاد في الشرج والمثانة ومن المشاكل المحتملة:
الأضرار التي قد تلحق الدماغ: التهاب بالدماغ، صغر في الرأس نتيجة عدم التطور الكامل للدماغ.
الأضرار التي قد تلحق العيون: إعتام عدسة العين، التهاب المشيمة والشبكية، وضمور العصب البصري.
الأضرار التي قد تلحق الجسم: خلل في النسيج للأطراف العلوية، خلل في وظيفة العضلة العاصرة في المثانة والشرج.
الأضرار التي قد تلحق الجلد: افات الجلد ونقص التصبغ.
أما عن اصابة الأم في وقت متأخر من الحمل فهذا له ارتباط وثيق بالولادة المبكرة للجنين، وخطر تطور المرض في الجنين يكون أشد في السبعة أيام قبل الولادة ويستمر إلى غاية 8 أيام بعد الولادة.
وقد يتعرض الطفل للفيروس عن طريق العدوى من الأشقاء المصابين في المرض ولكن يكون هذا أقل أهمية إذا كانت الأم محصنة.

## علم الأوبئة
ينتشر فيروس جدري الماء الأولي في جميع أنحاء العالم، وفي العام 2013 أدى هذا المرض إلى 7000 حالة وفاة، انخفاضاً من 8900 حالة في العام 1990.
في البلدان معتدلة الحرارة، يعتبر جدري الماء في المقام الأول مرضاً للأطفال، خاصة في فصلي الشتاء والربيع، وقد يعود السبب إلى التواصل في المدرسة. وهو واحد من الأمراض الكلاسيكية في مرحلة الطفولة، وفقاً لأعلى معدل انتشار في الفئة البالغة من العمر 4-10 سنوات، وهو كالحصبة الألمانية، غير مألوف في الأطفال قبل سن المدرسة، وهو معدٍ بشكل كبير، حيث يبلغ معدل الإصابة به 90%.
في البلدان معتدلة الحرارة، معظم الأشخاص يصابون به قبل سن البلوغ، و10% من الشباب لا يزالون معرضة للإصابة به.
في المناطق المدارية، غالباً ما يصاب كبار السن بجدري الماء، ومن الممكن أن يسبب أمراض أكثر خطورة. وتكون البثورعند البالغين أكثر قتامة، والندب أكثر وضوحاً مما كانت عليه عند الأطفال.
في الولايات المتحدة، في مراكز السيطرة على الأمراض والوقاية منها، لا يطلب من الإدارات الصحية التابعة للدولة أن تقدم تقريراً عن عدوى جدري الماء، فقط 31 ولاية تتطوع لكتابة هذه المعلومات. ومع ذلك، في دراسة 2013 التي أجريت من خلال وسائل الإعلام، نشرت بعض التقارير القصصية على مواقع التواصل الاجتماعي مثل  الفيسبوك والتويتر، حيث استخدمت لقياس وترتيب الدول مع معظم الاصابات للفرد الواحد، وكانت ولاية ماريلاند، تينيسي وإلينوي في المراكز الثلاثة الأولى.

## معرض صور

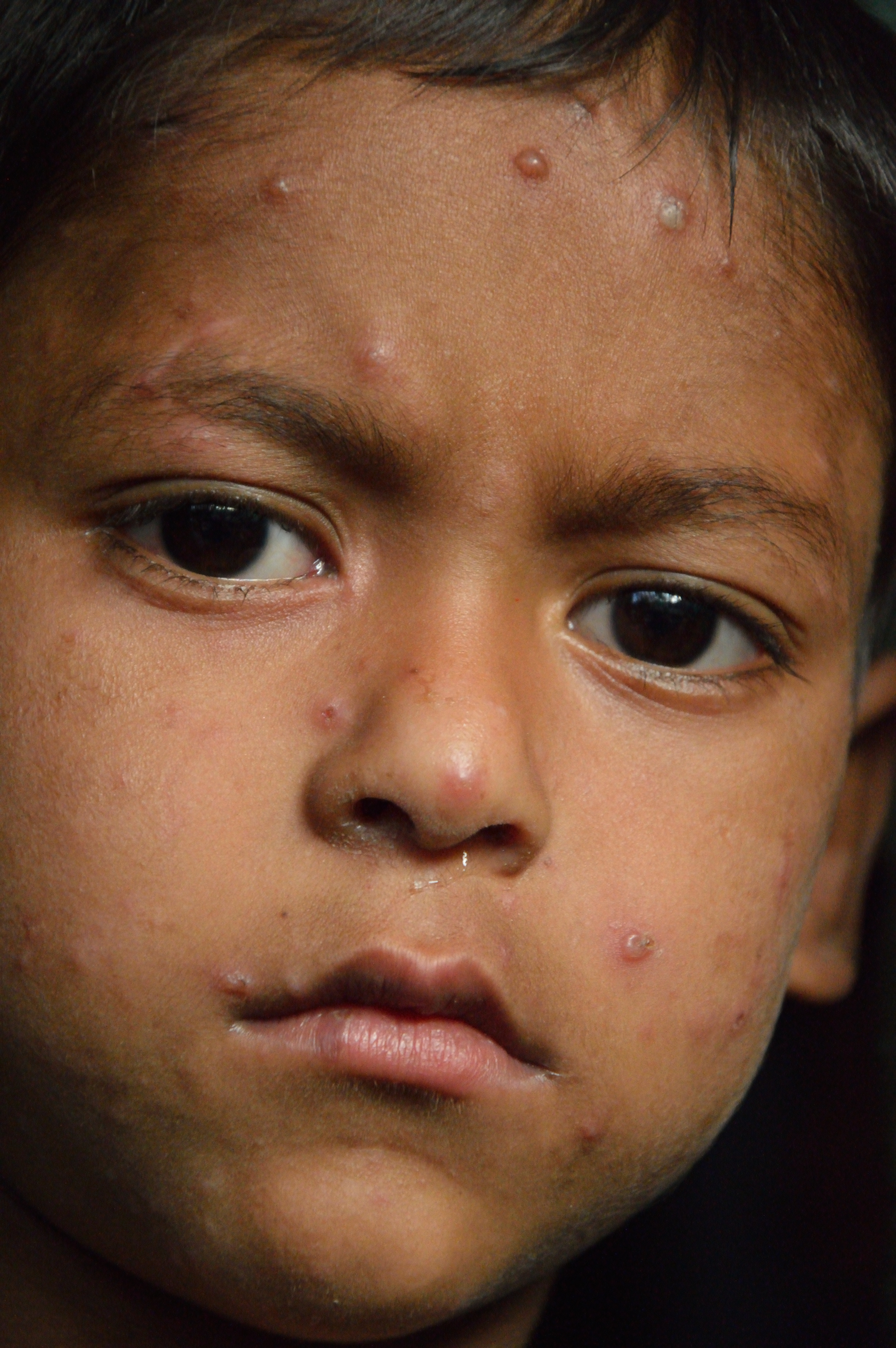
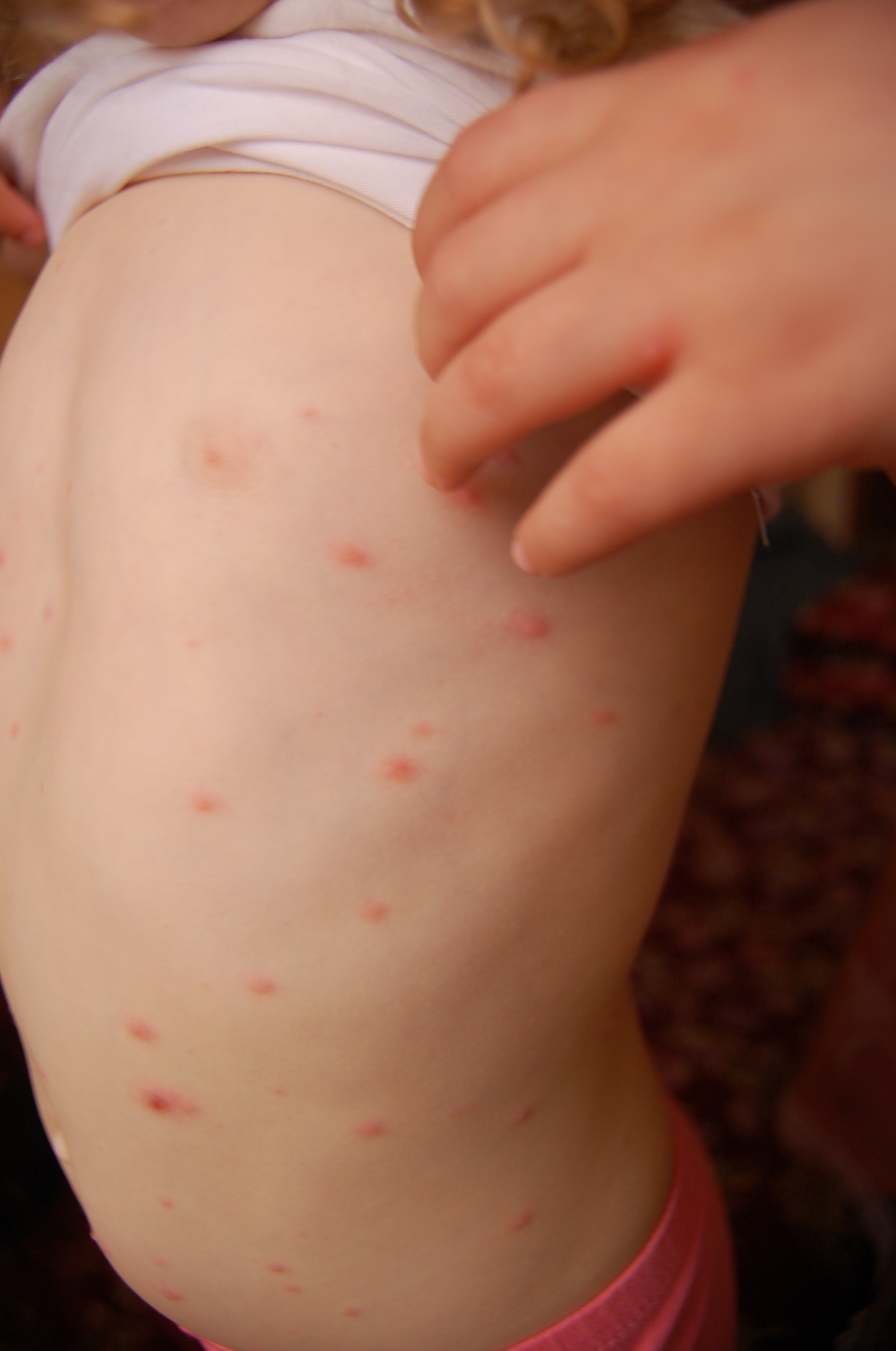
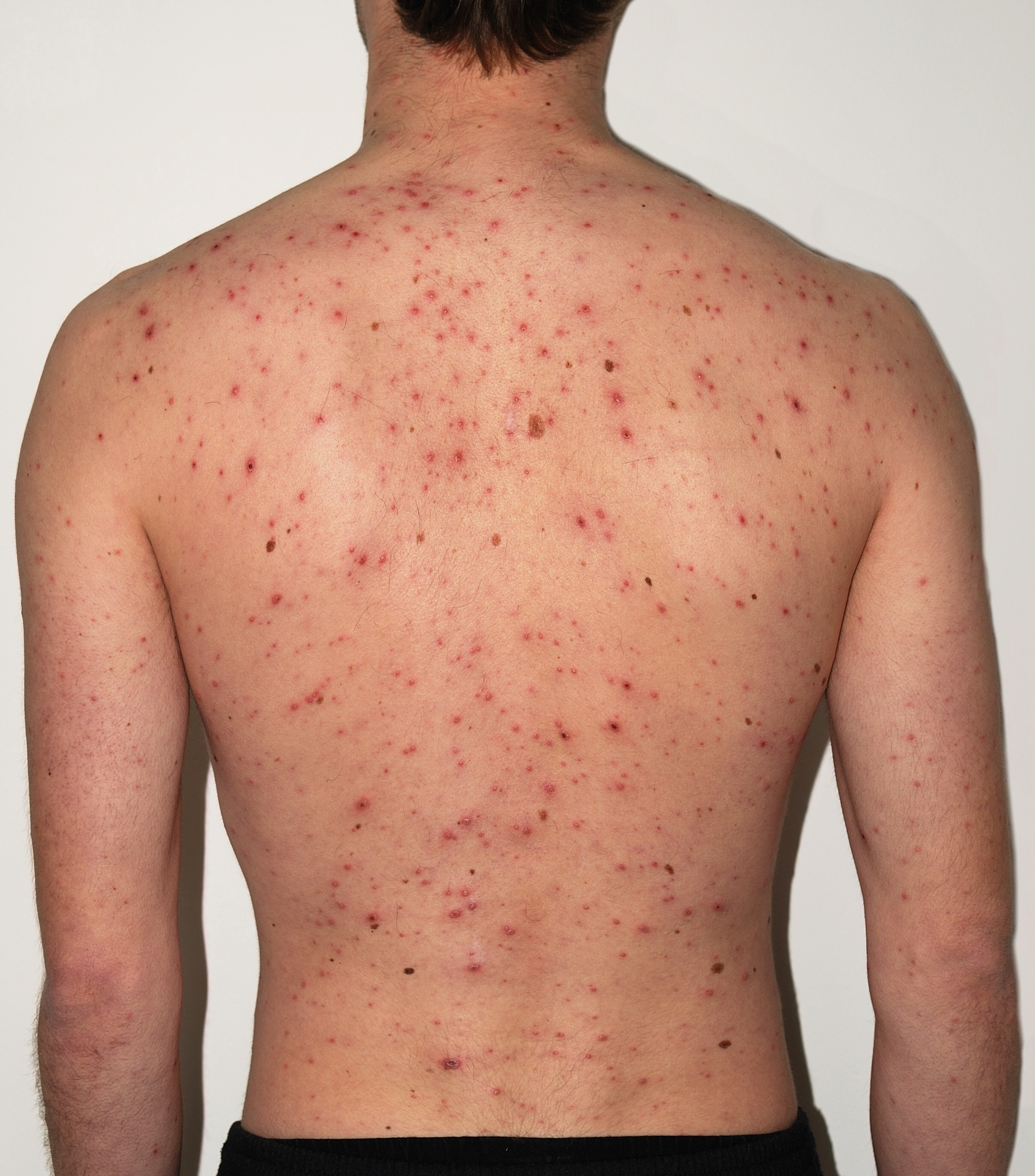
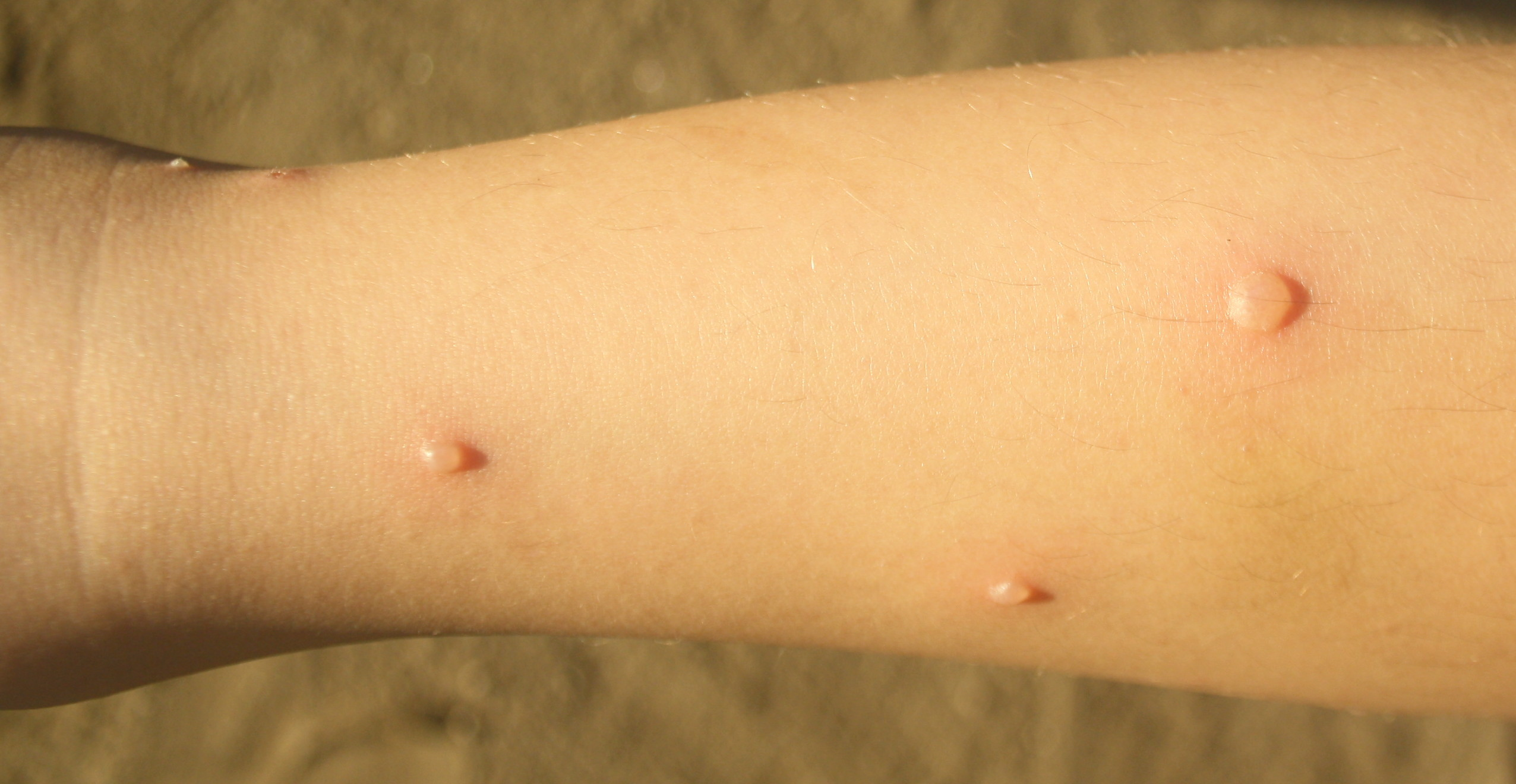
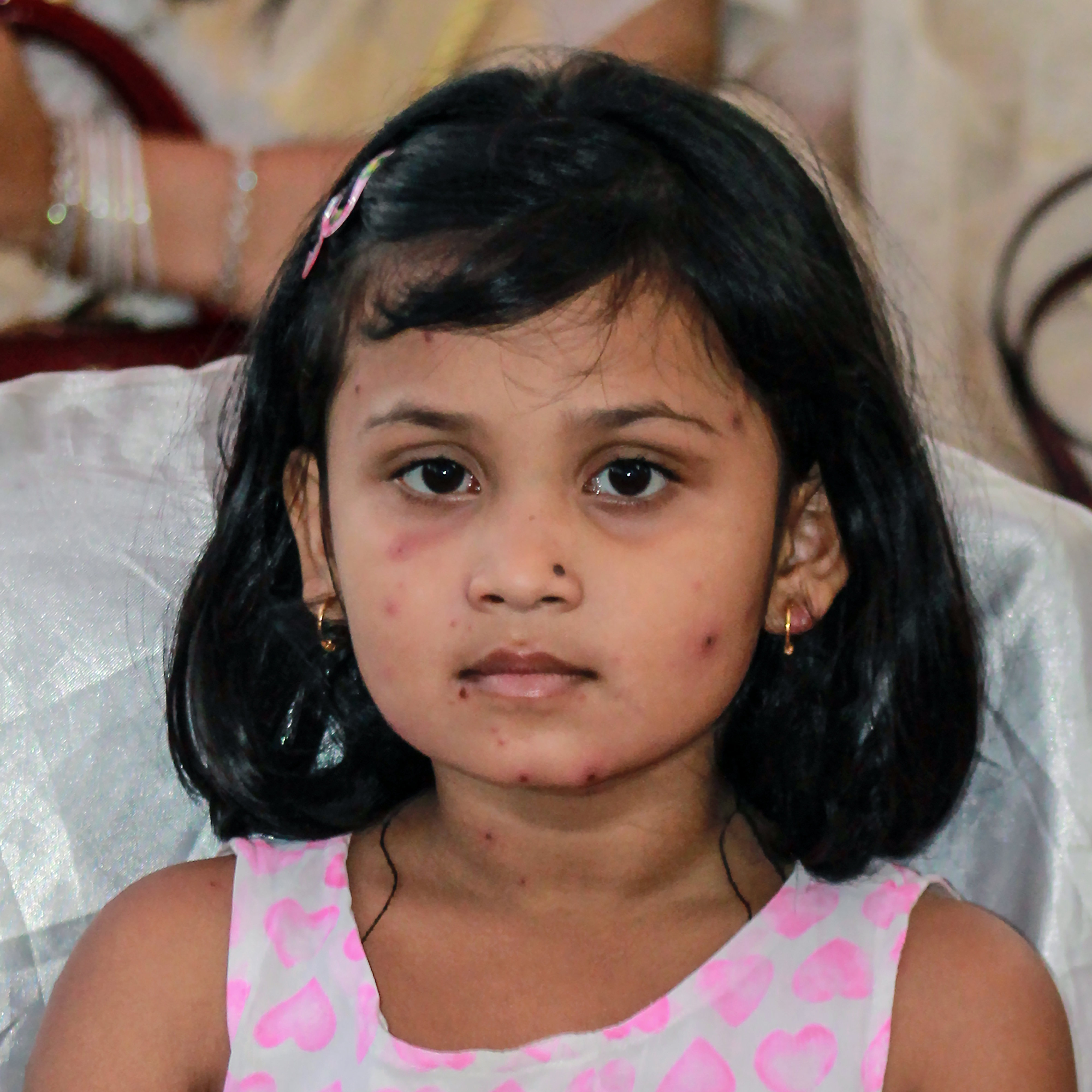